# Fung Kwok Wai
Fung Kwok Wai (chinesisch 馮國威, Pinyin Féng Guówēi; * 22. August 1977) ist ein Hongkonger Snookerspieler, der 2004 die Hongkonger Snooker-Meisterschaft gewinnen konnte. Zehn Jahre später gewann er zusammen mit Andy Lee den IBSF World Team Cup, weitere Erfolge erzielte er unter anderem bei den Asienspielen, den Asian Indoor Games und den Ostasienspielen.

## Karriere
Fung wurde im Sommer 1977 geboren, offenbar auf dem Gebiet des Vereinigten Königreichs, vielleicht in der damals britischen Kronkolonie Hongkong. Als Jugendlicher und junger Mann lebte er offenbar in Belgien, wo er 1995 zusammen mit Mario Eckert die belgische Snooker-Meisterschaft im Doppel gewinnen konnte. Drei Jahre später unterlag er Björn Haneveer im Endspiel der belgischen U21-Meisterschaft. Anschließend durfte er an der U21-Weltmeisterschaft 1998 teilnehmen und kam dort bis in die Runde der letzten 32. Weitere Turniere führten ihn in dieser Zeit auf die sogenannte Euro Tour. Auf der Euro Tour 1999/2000 verbesserte er sich von Event zu Event und konnte im finalen Turnier das Endspiel erreichen, wo er gegen Mario Wehrmann verlor. Bei den anschließenden Play-offs der Euro Tour verpasste er als Drittplatzierter eine Startberechtigung für die Snooker Main Tour, die an Wehrmann und Lasse Münstermann ging. Bei der belgischen Herren-Meisterschaft konnte er im Jahr 2000 zudem das Achtelfinale erreichen.
Danach kehrte er offenbar nach Hongkong zurück. Entsprechend dem Usus in Hongkong firmierte er sowohl unter seinem dem Chinesischen entlehnten Geburtsnamen Fung Kwok Wai als auch unter dem westlichen Namen Raymond Fung. Er ist allerdings nicht zu verwechseln mit dem 1969 in Hongkong geborenen und später in die USA emigrierten Snookerspieler Raymond Fung. In Hongkong nahm Fung Kwok Wai großen Anteil an der dortigen Snooker-Szene. Bereits zu den Asienspielen 2002 war er neben Chan Kwok Ming und Marco Fu Mitglied des Hongkonger Snooker-Teams, das die Goldmedaille im Team-Wettbewerb gewinnen konnte. In den folgenden Jahren nahm er regelmäßig und erfolgreich an Hongkonger Amateurturnieren teil. Sein größter Erfolg war 2004 der Finalsieg bei der Hongkonger Snooker-Meisterschaft. Möglicherweise gewann er auch 2003 das Turnier. Zwischen 2003 und 2005 nahm er zudem regelmäßig an der Asian 9-Ball-Tour teil, ohne aber über das Achtelfinale hinauszukommen. Nichtsdestotrotz konnte er bei diesen Events im Poolbillard insgesamt 6.500 £ gewinnen. Parallel nahm er an einigen internationalen Amateurmeisterschaften teil. Seine besten Ergebnisse dieser Zeit waren eine Achtelfinalteilnahme bei der Asienmeisterschaft 2006, eine Viertelfinalteilnahme bei der Amateurweltmeisterschaft 2006 und eine Halbfinalteilnahme bei der Asienmeisterschaft 2004. Im Team mit Marco Fu und Chan Wai Ki konnte er bei den Asienspielen 2006 zudem eine Silbermedaille im Team-Wettbewerb gewinnen.  Eine weitere Medaille erhielt er zusammen mit Chan Kwok Ming und Chan Wai Ki bei den Asian Indoor Games 2007 ebenfalls im Team-Wettkampf gewinnen, hier war es aber sogar die goldene.
Auch nach 2007 gehörte Fung zu den regelmäßigen Teilnehmern bei internationalen Amateurturnieren. Einige Male gelangen ihm um das Jahr 2010 sogar verhältnismäßige Erfolge. Bei der Asienmeisterschaft stand er 2008 und 2009 im Viertelfinale, ebenso bei der Amateurweltmeisterschaft 2008. Bei den Asian Indoor Games 2009 kam er im Snooker-Einzel immerhin ins Achtelfinale. Im selben Zeitraum wurde er zweimal zu professionellen Turnieren im Six-Red-Snooker eingeladen: Beim 6-Red World Grand Prix 2009 kam er bis in die Runde der letzten 32, bei der 6-Red World Championship 2010 schied er in der Gruppenphase aus. 2009 erhielt er bei den Ostasienspielen zudem seine dritte Goldmedaille bei einer Multisportveranstaltung, als er zusammen mit Chan Kwok Ming und Marco Fu den Team-Wettbewerb gewann. 2011 wurde er als einer von zwei Vertretern Hongkongs für den professionellen World Cup nominiert. Gemeinsam mit Marco Fu  erreichte er das Halbfinale des Turnieres, in dem die beiden mit 3:4 dem nordirischen Team mit Mark Allen und Gerard Greene unterlagen. Fu und Fung erhielten für ihr Resultat jeweils 30.000 £.
2012 wurde Fung zu zwei Events der Asian Tour 2012/13 eingeladen: Beim ersten Event schied er in der Runde der letzten 64 aus, bei dem anderen Event kam er noch in die Runde der letzten 32. Zwei Jahre später nahm vertrat er zusammen mit Andy Lee Hongkong beim IBSF World Team Cup. Hier konnten sie das Finale erreichen und wurden mit einem Sieg über Muhammad Asif und Muhammad Sajjad aus Pakistan Team-Amateur-Weltmeister. Über die gesamten 2010er-Jahre hinweg nahm der Hongkonger zudem weiterhin an internationalen Amateurmeisterschaften teil. Meist kam er zwar in die Finalrunde der Turniere, schied dann aber früh aus. Nur bei Amateurturnieren im Six-Red-Snooker erzielte er 2016/2017 bessere Resultate: Bei der Asienmeisterschaft 2017 kam er ins Viertelfinale, bei der Amateurweltmeisterschaft verlor er 2016 im Achtelfinale und 2017 ebenfalls im Viertelfinale. 2016 und 2019 versuchte Fung zudem, sich über die Q School für die Profitour zu qualifizieren, doch diese Versuche scheiterten frühzeitig. Parallel nahm Fung weiterhin regelmäßig an Hongkonger Amateurturnieren teil. 2023 erreichte er das Viertelfinale der Asienmeisterschaft und das Halbfinale der Ausgabe 2023 der Asien-Pazifik-Meisterschaft.
2002 und 2014 erhielt Fung im Rahmen der Hong Kong Sports Stars Awards eine Auszeichnung. Beide Male gewann er in der Team-Kategorie.

## Erfolge
Einzel
| Ausgang | Jahr | Turnier                          | Finalgegner       | Ergebnis |
| ------- | ---- | -------------------------------- | ----------------- | -------- |
| Zweiter | 1998 | Belgische U21-Meisterschaft      | Björn Haneveer    | 1:6      |
| Sieger  | 2004 | Hongkonger Snooker-Meisterschaft | Alan Lin Tang Chi | 5:0      |

Team
| Ausgang | Jahr | Turnier                                  | Teampartner                | Gegner im Finale                      | Endstand |
| ------- | ---- | ---------------------------------------- | -------------------------- | ------------------------------------- | -------- |
| Sieger  | 1995 | Belgische Snooker-Meisterschaft – Doppel | Mario Eckert               | Peter Vertommen Kurt Raets            | 4:3      |
| Sieger  | 2002 | Asienspiele                              | Chan Kwok Ming Marco Fu    | Ding Junhui Jin Long Pang Weiguo      | 2:1      |
| Zweiter | 2006 | Asienspiele                              | Marco Fu Chan Wai Ki       | Ding Junhui Liang Wenbo Tian Pengfei  | 0:3      |
| Sieger  | 2007 | Asian Indoor Games                       | Chan Wai Ki Chan Kwok Ming | Xiao Guodong Jin Long Liu Chuang      | 3:0      |
| Sieger  | 2009 | Ostasienspiele                           | Chan Kwok Ming Marco Fu    | Huang Chih-hua Wu Yu-lun Lin Shu-hung | 3:1      |
| Sieger  | 2014 | IBSF World Team Cup                      | Andy Lee                   | Muhammad Asif Muhammad Sajjad         | 5:3      |